# Tyla King
Pour les articles homonymes, voir King.

a Compétitions nationales et continentales officielles uniquement.

b Matchs officiels uniquement.
Dernière mise à jour le 12 avril 2024.
Tyla King, née Tyla Nathan-Wong le 1er juillet 1994 à Auckland (Nouvelle-Zélande), est une joueuse internationale néo-zélandaise de rugby à sept et internationale de rugby à XV jouant aux postes de demi de mêlée et d'arrière. En 2023, elle joue également au rugby à XIII avec les Kiwi Ferns.

## Biographie
Elle a remporté avec l'équipe de Nouvelle-Zélande à sept la médaille d'argent du tournoi féminin des Jeux olympiques d'été de 2016 à Rio de Janeiro.
Elle remporte la Coupe du monde de rugby à sept 2018 puis les Jeux olympiques d'été de 2020.